# Claude Grison
Pour les articles homonymes, voir Grison.
Claude Grison est une chimiste française. Elle reçoit la médaille de l'innovation du CNRS en 2014 et le prix de l'inventeur européen en 2022.

## Biographie

### Chimie
Au début de sa carrière, Claude Grison choisit d'étudier la chimie du vivant. Elle majore son cursus de chimie à l'université de Nancy, puis y devient maître de conférences, ce qui en fait une des plus jeunes professeures de France. En 2003, elle accepte la codirection du Laboratoire de chimie organique biomoléculaire à Montpellier. Son indice de Hirsch est égal à 20 en janvier 2020.
En 2005, elle découvre le fonctionnement d'une enzyme importante dans la résistance des bactéries aux antibiotiques.

### Écologie
En 2008, elle se réoriente vers l'écologie après avoir reçu une question d'étudiantes qui font des recherches sur l'utilisation des plantes pour la dépollution,,. Elle intègre donc le Centre d'écologie fonctionnelle et évolutive (Cefe) de Montpellier. Elle se rapproche de José Escarré qui, quelques années plus tôt, a découvert la capacité de plusieurs espèces à accumuler les métaux lourds.   
En cinq ans, elle dépose 25 brevets CNRS. Elle est considérée comme une des pionnières de l'écocatalyse, un champ de recherche à cheval entre l'écologie et la chimie.
Claude Grison fait des recherches sur l'utilisation des plantes pour dépolluer les sites miniers et exploiter les métaux qu'elles ont absorbés. Ses recherches permettent de produire plus de 3 500 biomolécules complexes à synthétiser autrement. Les plantes permettent ainsi de valoriser des terrains pollués en y extrayant des métaux toxiques, dont certains sont rares ou en voie d’épuisement.
Elle est directrice de recherches au CNRS et à l'université de Montpellier. Elle crée puis dirige le laboratoire Chimie bio-inspirée et innovations écologiques de Montpellier,. Elle devient aussi conseillère scientifique de Stratex et Chimex, filiales de L'Oréal.
Claude Grison crée quatre start-up dont Bio Inspir', consacrée à l'exploitation de plantes dépolluantes comme catalyseurs  pour favoriser la synthèse de nouvelles molécules chimiques.

## Prix et récompenses
En 2013, elle remporte le Prix de la recherche.
En 2014, elle reçoit la médaille de l'innovation du CNRS et le prix de ANR Innovation des écotechnologies.
En 2015, elle est nommée chevalière de la Légion d'honneur.
En septembre 2016, elle reçoit le prix François Sommer Homme-Nature.
Depuis 2021, elle est membre de l'Académie européenne des sciences dans la division chimie.
En 2022, elle est lauréate du Prix de l'inventeur européen, pour ses recherches sur l'utilisation de plantes dépolluantes comme écocatalyseurs.

## Décorations
- Chevalier de la Légion d'honneur (nommée le 31 décembre 2014)[10].
- Officier de l'ordre national du Mérite (nommée le 15 mai 2025)[14].